# Два рядки дрібним шрифтом
«Два рядки дрібним шрифтом» (рос. «Две строчки мелким шрифтом») — радянський художній фільм 1981 року.

## Сюжет
Чоловік років тридцяти п'яти відводить сина в дитячий сад, а потім поспішає на роботу, до інституту, де у нього свої великі й малі турботи: написати передовицю в стінгазету, визначити термін захисту дисертації, сходити на похорон старого більшовика, про смерть якого написано в газеті «два рядки дрібним шрифтом». В результаті наукового пошуку історик відновлює добре ім'я революціонера, що наклав на себе руки, звинуваченого соратниками в зраді.

## У ролях
- Сергій Шакуров —  Федір Миколайович Голубков, історик
- Юрій Богатирьов —  Степан Тишков
- Олег Борисов —  Ташков, онук Тишкова
- Валерій Баринов —  Дерябін, агент охоронного відділення
- Ніна Русланова —  Світлана, однокурсниця Голубкова
- Анатолій Ромашин —  Григорій Григорович, директор Інституту історії
- Павло Кадочников —  Бартеньєв, науковий керівник Голубкова
- Сергій Курилов —  Михайло Іванович Безруков, революціонер
- Євген Гуров —  Петро Петрович Генералов, революціонер
- Всеволод Сафонов —  заступник директора Інституту історії партії
- Софія Гаррель —  Євгенія Іванівна, дочка Косаргіна
- Ян Шпітцер —  Вальтер, аспірант з НДР
- Лідія Константинова —  Олена, дружина Голубкова
- Микола Крюков —  товариш Кирило, соціаліст

## Знімальна група
- Автори сценарію:  Владлен Логінов,  Віталій Мельников, Михайло Шатров
- Режисер:  Віталій Мельников
- Оператор:  Костянтин Рижов
- Художник:  Володимир Свєтозаров
- Композитор: Надія Симонян